# Eigersund
Eigersund là một đô thị ở hạt Rogaland, Na Uy. Egersund landdisstrikt (huyện nông thôn) được thành lập như là một đô thị ngày 01 tháng 1 năm 1838 (xem formannskapsdistrikt). Augne đã được tách ra từ Eigersund năm 1839. Helleland và thị trấn Egersund đã được sáp nhập với Eigersund ngày 1 tháng 1 năm 1965.